# 磁泡
磁泡是指出现在磁性薄膜材料中的圆柱形磁畴；与泡外薄膜的磁化方向相反；圆柱直径为几微米到几十微米，大小决定于磁畴壁能，磁泡的静磁能和磁泡在外磁场中的势能等因素。
对薄膜磁性材料施加以一定的外磁场后便可使明畴区域增大，暗畴缩小至圆柱形。利用磁泡的有无，可以制成磁泡存储器。磁泡现象大约在1966年被观测，1978年磁泡存储元件开始进入商品化。